# Öjersbyns gammelskog

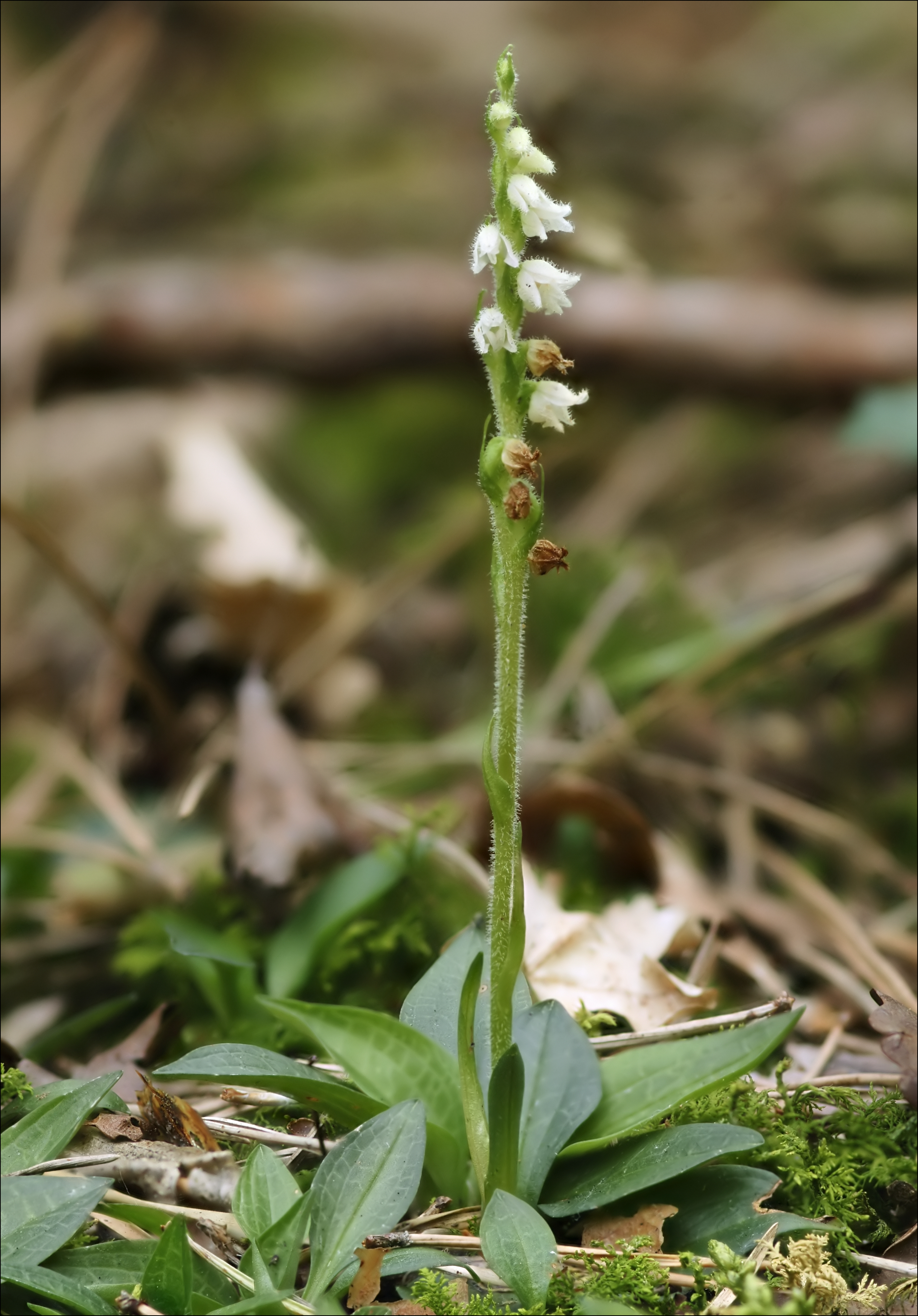
Knärot

Öjersbyns gammelskog är ett naturreservat i Åmåls kommun i Västra Götalands län.
Reservatet är skyddat sedan 2013 och omfattar 8 hektar. Det är beläget några kilometer nordväst om Åmåls tätort nära Mo kyrka och består av gammal barrblandskog.
Naturvärdena är främst knutna till de gamla tallarna och granarna. Ställvis förekommer inslag av björk, rönn och asp. Bland de skyddsvärda rödlistade arterna märks tallticka och orkidén knärot. Påfallande är den rika förekomsten av skägglav och tagellav som draperar många av träden. Området är opåverkat av modernt skogsbruk och är en mindre del av den donation riksdagsmannen Per Adolf Larsson i Öjersbyn 1957 testamenterade till kyrkan (Mo församling).